# Giovanni Cianfriglia
Giovanni Cianfriglia, alias Ken Wood, John Richmond, Phil Karson et Jody Wanger, né le 5 avril 1935 à Anzio (Latium) et mort le 30 octobre 2024 dans la même ville,, est un cascadeur et acteur italien.

## Biographie
Depuis 1958, Giovanni Cianfriglia a joué dans plus de 100 films.

## Filmographie partielle
- 1958 : Les Travaux d'Hercule (Le fatiche di Ercole) de Pietro Francisci
- 1961 : La Guerre de Troie (La guerra di Troia) de Giorgio Ferroni
- 1962 : Le Fils de Spartacus (Il figlio di Spartacus) de Sergio Corbucci
- 1962 : Maciste contre le fantôme (Maciste contro il vampiro) de Giacomo Gentilomo et Sergio Corbucci
- 1963 : Sandokan, le tigre de Bornéo (Sandokan, la tigre di Mompracem) d'Umberto Lenzi
- 1964 : Danse macabre (Danza macabra) d'Antonio Margheriti et Sergio Corbucci
- 1966 : Technique d'un meurtre (Tecnica di un omicidio) de Francesco Prosperi (non crédité)
- 1966 : Superargo contre Diabolikus (Superargo contro Diabolikus) de Nick Nostro
- 1967 : Killer Kid de Leopoldo Savona
- 1968 : Tuez-les tous... et revenez seul ! (Ammazzali tutti e torna solo) d'Enzo G. Castellari
- 1971 : Le Jour du jugement (Il giorno del giudizio) de Mario Gariazzo et Robert Paget
- 1972 : Le Gang des rebelles de Roberto Mauri : garibaldien
- 1972 : Les Cinq Brigands de l'Ouest de Roberto Mauri : Calogero, le garibaldien
- 1973 : L'Homme aux nerfs d'acier (Dio, sei proprio un padreterno!) de Michele Lupo
- 1975 : La police a les mains liées (La polizia ha le mani legate) de Luciano Ercoli
- 1975 : Peur sur la ville d'Henri Verneuil
- 1976 : Keoma d'Enzo G. Castellari
- 1976 : Big Racket (Il grande racket) d'Enzo G. Castellari
- 1976 : Opération casseurs (Napoli violenta) d'Umberto Lenzi
- 1977 : Antigang (La malavita attacca... la polizia risponde!) de Mario Caiano
- 1978 : Pair et Impair (Pari e dispari) de Sergio Corbucci
- 1984 : Touareg, le Guerrier du désert (Tuareg - Il guerriero del deserto) d'Enzo G. Castellari
- 2000 : Alex l'ariete de Damiano Damiani